# Born Again (álbum de Warrant)
Born Again es el séptimo álbum de la banda de hard rock estadounidense Warrant lanzado en el 2006. Es el primer álbum sin Jani Lane en la banda y el único disco en el que el vocalista fue el ex-Black N' Blue Jaime St. James, quien reemplazó a Jani Lane en el 2004 debuta como cantante para la banda. Fue producido por Pat Regan (Kiss, Deep Purple, Mr. Big, L.A. Guns) y marca el regreso de los músicos originales Joey Allen y Steven Sweet.

## Lista de canciones
Todas las canciones escritas por Jerry Dixon, excepto donde se indica.
1. "Devil's Juice" (Jaime St. James, Erik Turner) - 3:27
2. "Dirty Jack" - 4:01
3. "Bourbon County Line" (Dixon, St. James, Turner) - 3:51
4. "Hell, CA" (Dixon, St. James) - 4:20
5. "Angels" - 4:32
6. "Love Strikes Like Lightning" - 3:56
7. "Glimmer" (Joey Allen, Dixon, Turner, St. James) - 3:31
8. "Roller Coaster" - 2:48
9. "Down In Diamonds" (Dixon, Turner) - 3:59
10. "Velvet Noose" (Dixon, Turner) - 3:01
11. "Roxy" (St. James) - 3:16
12. "Good Times" - 4:09

## Créditos

### Warrant
- Jaime St. James - voz
- Joey Allen - guitarra
- Erik Turner - guitarra
- Jerry Dixon - bajo
- Steven Sweet - batería

### Músicos adicionales
- Pat Regan - teclados

## Sencillos
- "Bourbon County Line"
- "Dirty Jack"